# Samyama
Samyama é um termo sânscrito, que significa contenção.
No Yoga Sutra de Patanjali, samyama é o conjunto formado por Dhárana (concentração), Dhyána (meditação), e Samádhi (iluminação ou hiperconsciência), sendo que cada estágio é o aprofundamento do anterior.
Alguns teóricos se confundiram com a afirmação dos Yôga Sútra, pensando que as três técnicas deveriam ser feitas mescladas, o que é impossível já que uma é o desdobramento da anterior. Executá-los "de uma só vez" tem o sentido como alguém que sobre os degraus de uma escada.
As upanishads, escrituras antigas, referem-se a esse tema como a seguinte alegoria: se o yôgin permanecer 12 matras (tempos) em pratyáhára, entra em dháraná; se permanecer em 12 dháranás, entra em dhyána; se permanecer em 12 dhyánas, entra em samádhi. Está evidente que não é uma questão de multiplicar o tempo de pratyáhara por 12, e depois por doze outra vez. Trata-se de uma alusão ao fato que é necessário dominar e transcender cada estado de consciência, para que de cada um desabroche o seguinte.

## Yôga Sútra
O termo samyama é referenciado pelo Yôga Sútra de Pátañjali no sútra III-4 que diz:
त्रयमेकत्र संयमः। trayamekatra saṁyamaḥ |
Samyama é a prática destes três passos juntos.
Nos sutras III-1, III-2 e III-3, Pátañjali define os termos dháraná, dhyána e samádhi.

## Posições para o Samyama
As melhores posições para o samyama são as com as costas eretas e pernas cruzadas. Dentre essas existem as mais propícias e adiantadas. A lista a seguir segue do mais importante para o menos.
- Padmásana
- Siddhásana
- Samanásana
- Sukhásana
- Vajrásana

## Galeria

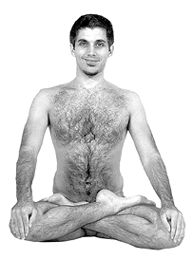
Rája Padmásana na variação masculina com o pé direito sobre o esquerdo.
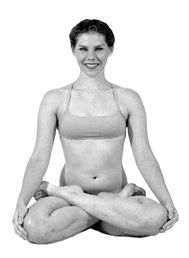
Rája Padmásana na variação feminina com o pé esquerdo sobre o direito.
- Detalhe de execução do padmásana (feminino), pés sobre as coxas e cruzados.
- Siddhásana masculino, com o calcanhar esquerdo (negativo) no períneo
- Siddhásana feminino, com o calcanhar direito (negativo) no períneo
- Samanásana, pés não ficam debaixo das pernas.
- Sukhásana, pés debaixo das pernas.
- Vajrásana, sentado sobre os pés